# Sabre

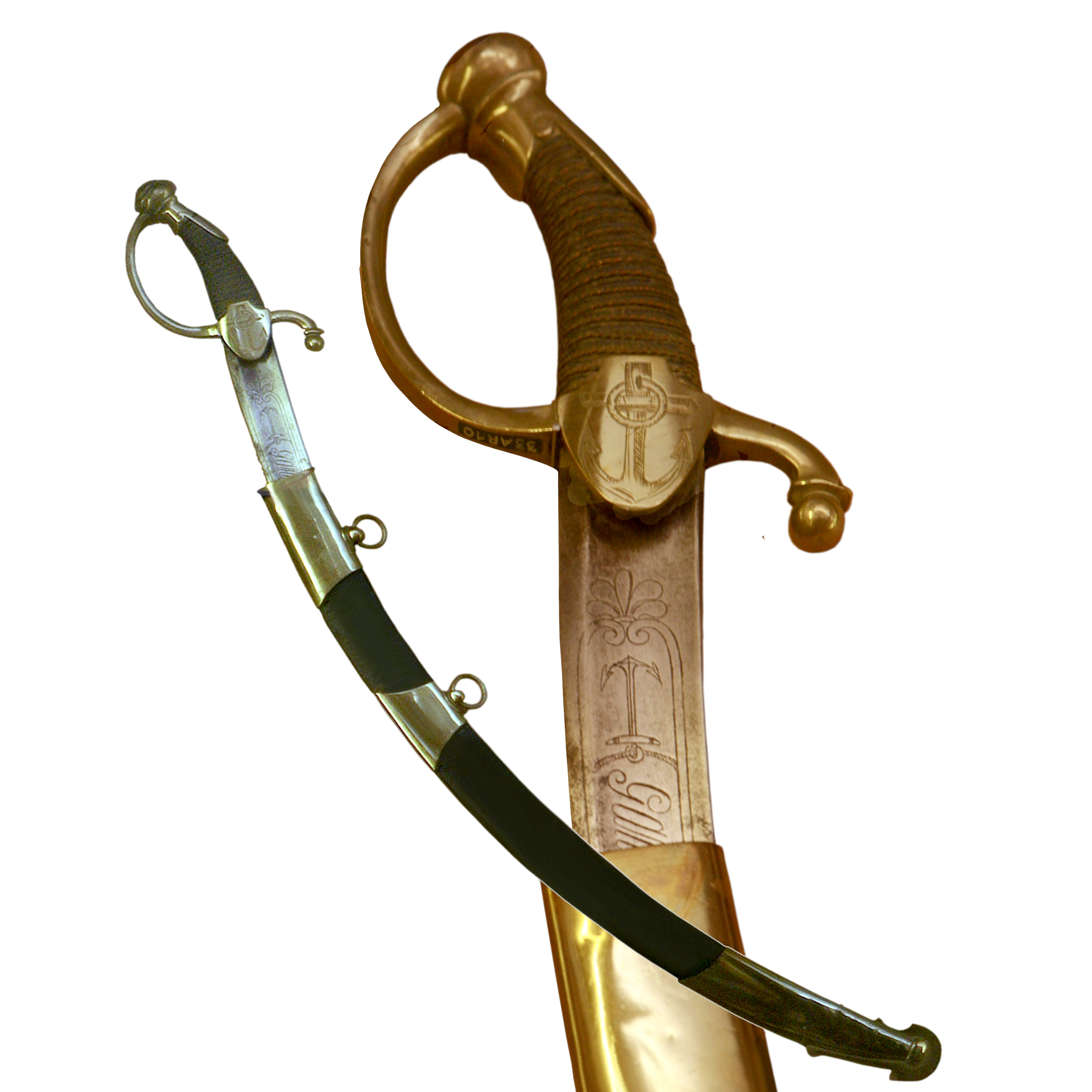
Um sabre da Guarda Imperial Napoleônica do século XIX

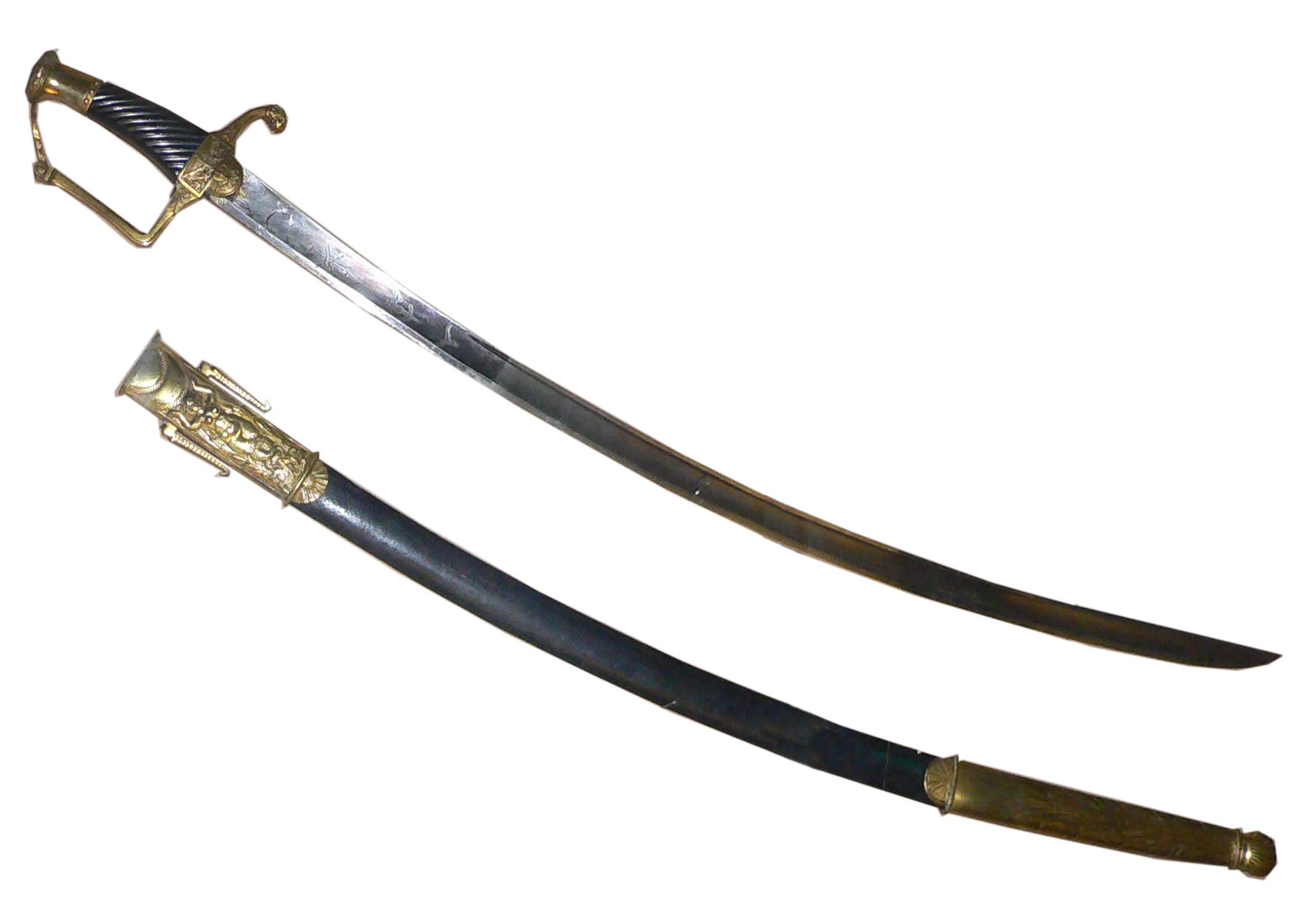
Um sabre de guerra

O sabre (do francês sabre e esse, por seu turno do magiar szablya, que significa "instrumento cortante") é uma arma branca corto-perfurante, também dita, tradicionalmente, uma arma de estocada e de corte.
Caracteriza-se pela sua lâmina tendencialmente curva, se bem que os sabres de cavalaria tendem a ser pouco curvados, mercê de influência napoleónica, que os popularizou no século XIX.
A sua característica mais emblemática e distintiva é a sua lâmina de um só gume, ao contrário das espadas que possuem dois gumes. O sabre tanto pode ser de uma ou de duas mãos, consoante as suas dimensões e peso.

## Etimologia
A palavra chega ao português, por via do francês sabre e este, por seu turno, terá obtido a palavra do alemão Säbel, Sabel, por volta da década de trinta do século XV.
A palavra alemã, por seu turno, terá vindo do polaco szabla, que por seu turno, terá vindo do magiar szabla (ulteriormente szablya), por volta do século XIV.
A disseminação do vocábulo magiar pelas demais línguas europeias foi propiciada pelas guerras otomanas, dos séculos XV a XVII. A origem húngara da palavra é incerta, apenas se sabendo que significa "implemento cortante", com relação com o étimo "szab", que significa "cortar, retalhar".
Aleksander Brückner especulava que a palavra húngara pudesse ter uma origem servo-croata "сабља", do eslavo antigo "sablja", com étimo em "sabl", que significa "galo" e que portanto seria uma alusão ao formato da cauda do galo, que efectivamente é curva e longa. Outros autores, por exemplo, Menges, tentaram estabelecer uma ligação com o étimo árabe "saif", que significa "espada". Autores mais modernos, como Marek Stachowski, postulam que a palavra possa ter origens turquicas, via o turco de kipchak, com étimo na palavra "selebe", que poderia ter sofrido metátese do l-b para b-l convertendo-se em "seble".

## História

### Origens
Pese embora tenham existido outras espadas curvas e de um só gume pelo transcurso de toda a Época Clássica, desde a kopesh do Antigo Egipto, e outras armas sucedâneas sumérias, empunhada por peões de infantaria. Com o passar dos séculos foram evoluindo para configurar armas pesadas de corte, como a cópis grega e a drepanon da Anatólia, que, em maior ou menor medida, ainda sobrevivem hoje em dia, sob a forma da kukri nepalesa ou das gurkas.
Por outro lado, na China Antiga era prática comum para os soldados, fossem de infantaria ou de cavalaria, empunhar espadas de lâmina recta e de um só gume. Será só por volta do século VI d.C que começam a aparecer os sabres maiores e mais curvos, às mãos das tropas equestres, mercê de influências vindas dos povos do Sul da Sibéria. Este proto-sabre, o sabre turco-mongol, assumira-se como sabre de cavalaria por excelência, já por torno do século VIII d.C., e no século seguinte volvera-se a arma de recurso mais comum, para os povos das estepes da Ásia Central. O sabre chega à Europa, pelas mãos dos magiares e, também, na altura da expansão turca.
Os sabres mais antigos tinham pouca curvatura eram curtos e ostentavam guarda-mãos voltados para o espadachim.

### Século XVII e XVIII

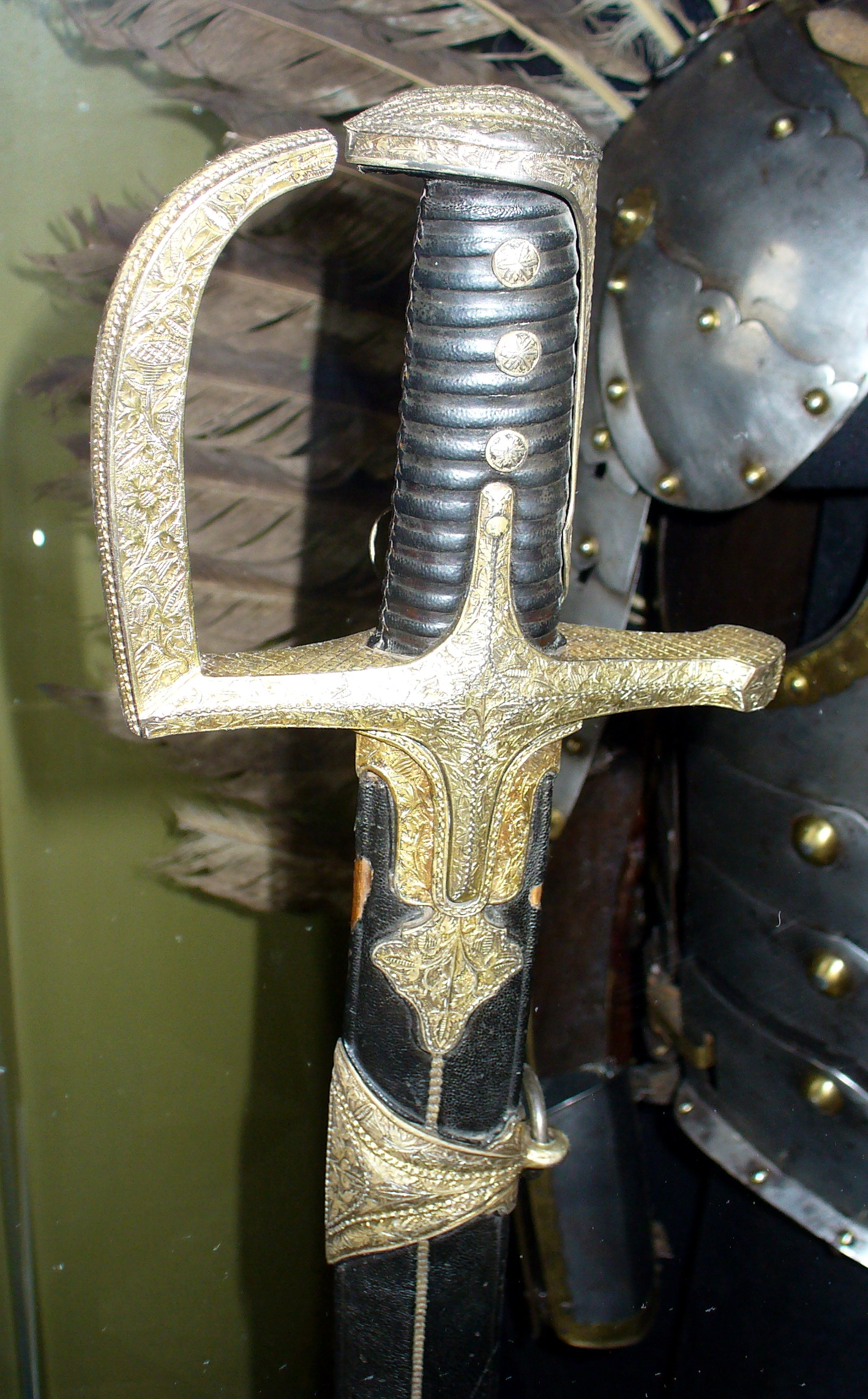
Um sabre usado pelos Hussardos polacos em 1614

A introdução, na Europa Ocidental, do sabre propriamente dito, data já do século XVII, mercê da influência vinda da Europa Central e de Leste, com as espadas de cavalaria, como por exemplo os sabres húngaros, que foram surgindo já desde a era medieval, tendo sofrido alterações significativas no séculos XVI.
É a tropa hussarda que, durante a Guerra dos Trinta Anos (1618–1648), acaba por espoletar a disseminação do sabre, enquanto evolução da espada dessa cavalaria, pelo resto da Europa.
Os hussardos eram empregues como cavalaria ligeira, com o escopo principal de investir sobre os escaramuçeiros e atiradores, avançando sobre os destacamentos de artilharia e acossando as tropas que tentassem bater em retirada. Em finais do século XVII, princípios do século XVIII, muitos hussardos transfugas alistaram-se a exércitos de outros países da Europa Ocidental e Central, assumindo o papel central das forças de cavalaria ligeira.
A Baviera concebeu o seu primeiro regimento de hussardos em 1688 e o segundo em 1700. Sorrabou-a a Prússia, em 1721, quando Frederico, o Grande, se serviu largamente de unidades hussardas no decurso da Guerra de Sucessão Austríaca.
A França, por sua vez, estabeleceu uma série de regimentos hussardos de 1692 em diante, com recrutas da Hungria e da Alemanha, e ulteriormente, com guerreiros vindos das regiões germanófonas de ao pé das suas fronteiras. O primeiro regimento hussardo em França foi fundado pelo tenente húngaro Ladislas Ignace de Bercheny.

#### Na Comunidade Polaco-Lituana
Neste território, na pendência dos séculos XVI a XVIII, o sabre original- o szabla polaco- foi usado primacialmente como uma arma de cavalaria, certamente de herança mais citerior húngara e mais ulterior dos sabres turco-mongóis.
Eram ricamente ornamentados, sendo considerados parte da indumentária masculina tradicional pela nobreza, os szlatchta.
Com o passar dos tempos os sabres polacos foram-se desdobrando numa infinidade de subtipos especializados. Dentre estes, destaca-se a karabela, que é uma espécie de szabla, que foi particularmente popular no século XVII, asida pela fidalguia da Comunidade Polaco-Lituana. Pese embora o seu desígnio principal, enquanto arma de cavalaria, acabou também por substituir algumas espadas propriamente ditas (ou seja, armas de lâmina recta e dois gumes), usadas pela infantaria.
Nos séculos que se seguiram, por virtude do Samartismo, bem como o fascínio crescente dos polacos pelas culturas orientais, redundaram na cimentação do szabla como um adereço indispensável da cultura tradicional polaca.

### Nos séculos XIX e XX

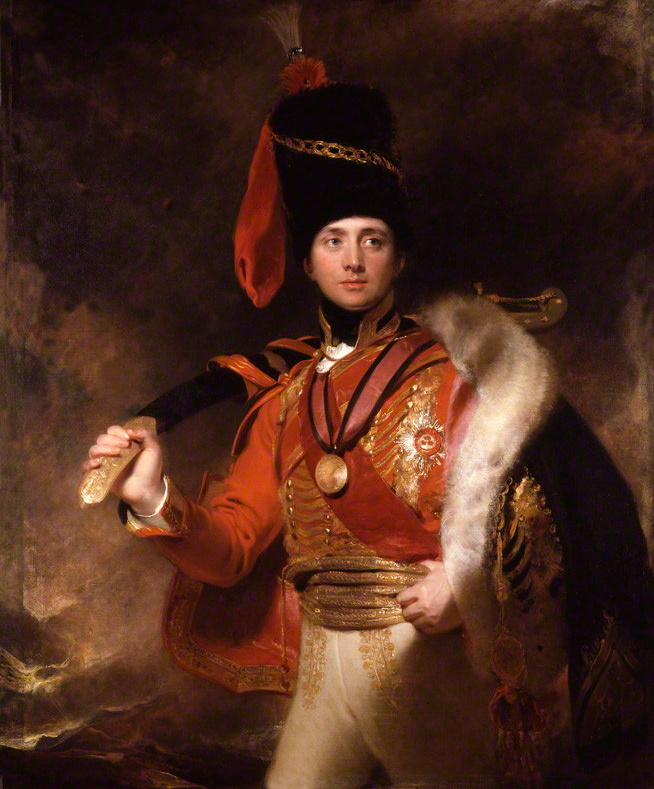
Um hussardo britânico, com uma kilij de fabrico turco (1812)

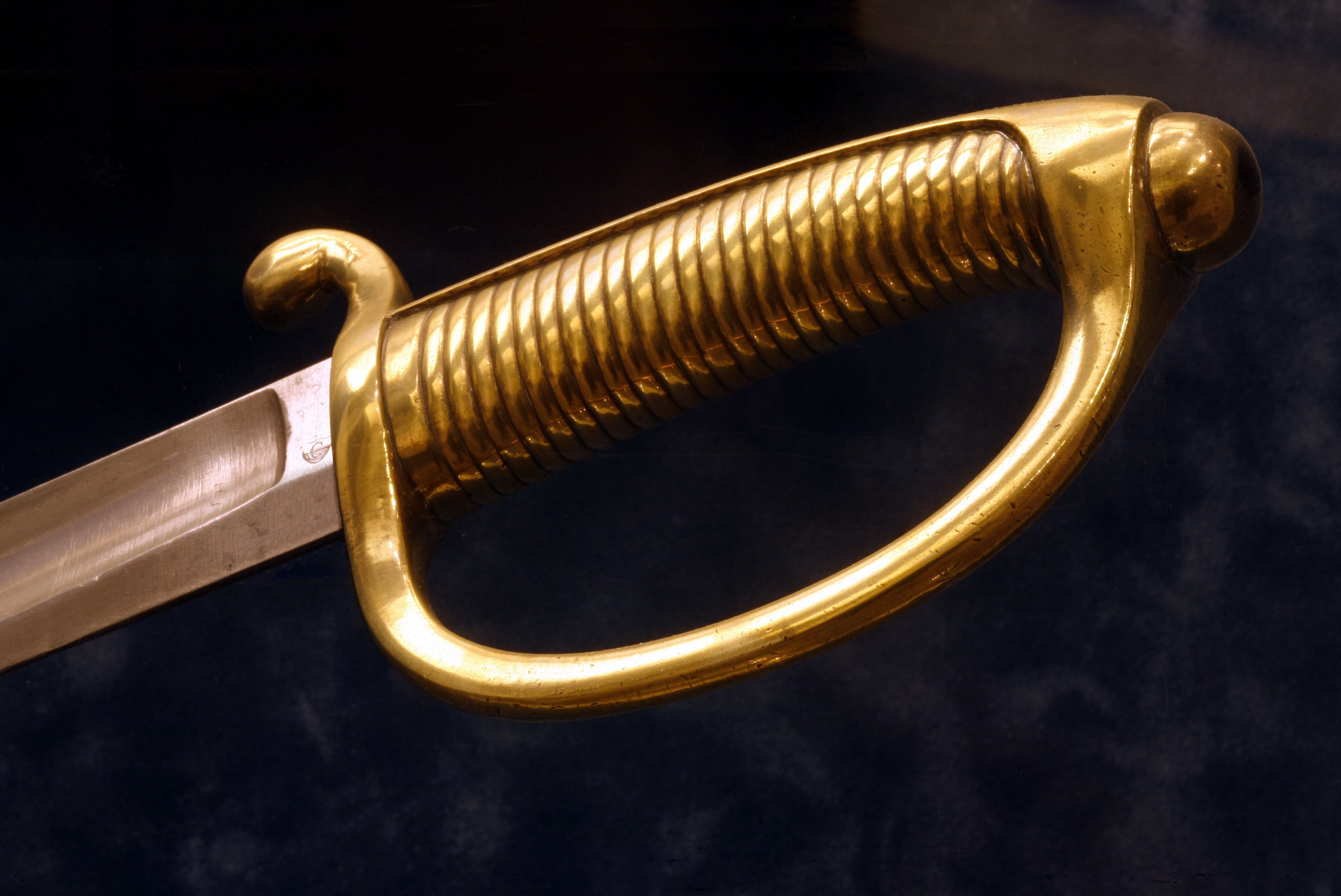
O briquet, um sabre de infantaria típico das guerras Napoleónicas

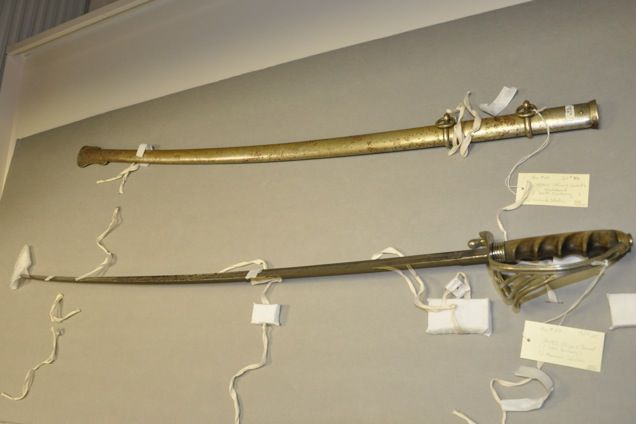
Sabre do lugar-tenente Coronel Teófilo Marxuach, com respectiva bainha, no Museu Nacional de História no Castelo de San Cristóbal em Tenerife

O sabre foi largamente utilizado pelos exércitos do início do século XIX, em especial nas Guerras Napoleónicas, tanto mais que Napoleão se serviu destramente da cavalaria pesada, para desbaratar os seus inimigos. A título de arma de recurso, chegaram a ser feitos sabres mais curtos, para serem empunhados por tropas apeadas, embora tenham acabado por ser substituídos pelos terçados e pelas baionetas, ainda no século XIX.
Pese embora tenha havido aturados debates acerca da eficácia de armas como os sabres e as lanças, nos exércitos ditos modernos, do século XIX, o facto é que o sabre manteve-se a arma principal da cavalaria, na maioria dos exércitos até à Primeira Guerra Mundial e, residualmente, em poucos exércitos da Segunda Guerra Mundial. Daí em diante, foi relegado à condição de arma meramente cerimonial, especialmente à medida que a maioria da cavalaria foi sendo substituída por cavalaria blindada, dos anos 30 do século XX em diante.

#### Era Napoleónica
Os sabres eram commumente utilizados pela cavalaria ligeira de vários países, durante o Período Napoleónico.
Houve um acréscimo da popularidade dos sabres nesta altura, propíciado pelas Guerras Napoleónicas. Antes dessa altura, vale recordar que ainda era muito popular o recurso ao terçado, no exército português, no início do século XIX, por virtude da sua maior versatilidade, face a outras espadas de cavalaria, se bem que com a desvantagem de ser mais pesado do que o sabre.
É por volta desta altura que começam a surgir as armas padronizadas do exército, fosse no exército britânico, por torno de 1788, fosse pelo exército português, no decurso das invasões napoleónicas em Portugal, por influência britânica.
Nesta altura, o sabre de briquet, uma espécie de sabre que surgiu na França do século XVIII, ganha uma redobrada popularidade. As suas origens remontam a um tipo peculiar de sabre empunhado pelos granadeiros, em 1767, que se terá popularizado e propagado a outros tipos de soldados.
Em 1804, quando Napoleão transformou a Guarda consular na Guarda Imperial, a 18 de Maio, foi dada ordem de que se adoptasse um novo sabre curto. A lâmina passou a ser de aço de Klingenthal e a empunhadura modificou-se ligeiramente.
O briquet foi fornecido indiscriminadamente a todos os corpos de infantaria da Guarda imperial: os granadeiros, os caçadores; e os artilheiros. Para os artilheiros, o único proveito que se divisava poder tirar dos sabres era mesmo usá-los como machetes ou terçados, para roçar o mato e abrir clareiras onde poder postar as baterias de canhões.
Em 1821, o uso do sabre briquet circunscreveu-se às médias patentes e aos tamborileiros dos granadeiros da Guarda Imperial, substituindo o espadim de oficial.

#### Espadas mamelucas
Apesar da muita popularidade do sabre, na Europa Ocidental, depois da campanha do Egipto acabou por surgir a moda das espadas de estilo mameluco, que eram uma espécie de cimitarras do Médio Oriente e que começaram a ser empunhadas pelas altas patentes da infantaria e cavalaria britânica e francesa. Destacam-se por possuírem uma curvatura mais acentuada do que os sabres europeus tradicionais
O primeiro duque de wellington, portava uma espada à mameluca, depois de ter prestado serviço na Índia.

### Era contemporânea
Com o passar dos anos, principalmente a partir do século XX, com as armas de fogo a ganhar preponderância no campo de batalha, o sabre deixou de ser usado como arma e passou a ser uma peça de uniforme (primordialmente por oficiais), utilizado em cerimônias ou em funções longe de uma frente de batalha.
O sabre militar começou a ser usado em duelos em academias militares a partir do século XIX, dando início a uma forma de luta de sabre disciplinada (introduzida como esporte nas Olimpíadas de 1896).

## Na esgrima
O sabre moderno é, a par da espada e do florete, uma das três armas da esgrima. Deriva, naturalmente, das armas brandidas pelos soldados de cavalaria. Tem um guarda-mão em forma de copo, que resguarda a mão e uma folha em forma de T, em secção transversal.

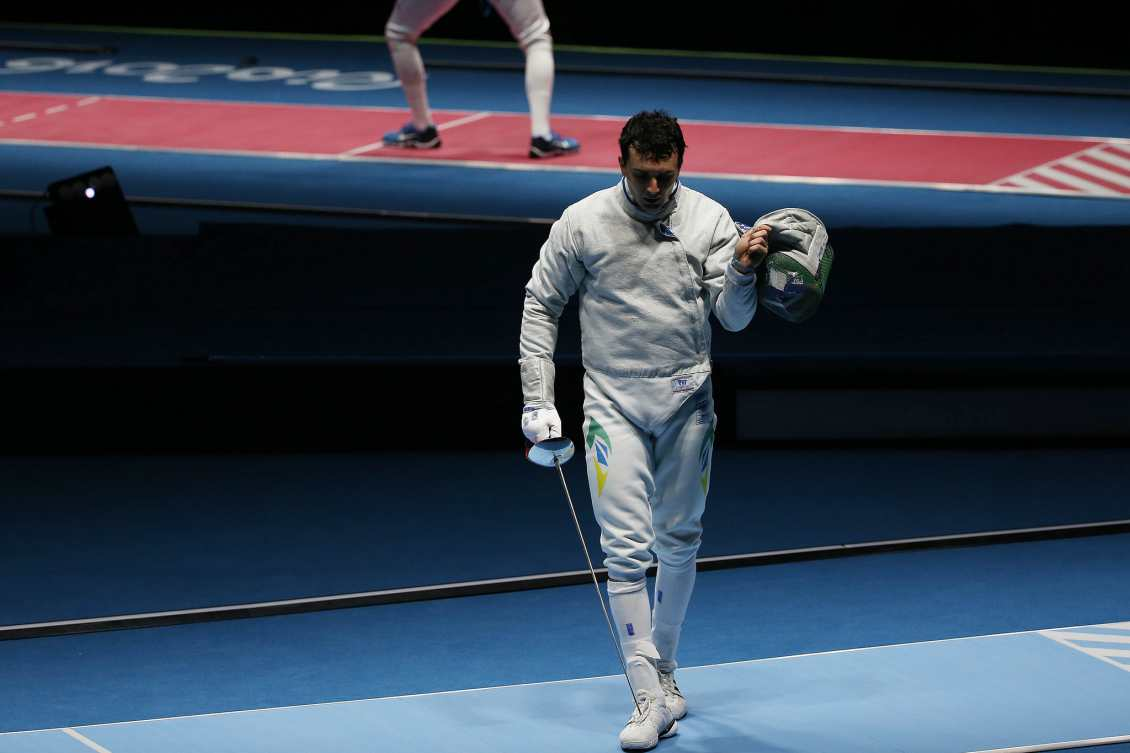
Esgrimista de sabre, nos Jogos Olímpicos do Rio de Janeiro

No que respeita às suas dimensões: a lâmina deve ser de aço, de secção aproximadamente rectangular. O comprimento máximo não deve exceder os 88 centímetros, a largura mínima da lâmina deve ser de 4 milímetros ao pé do botão e a grossura deve ser de pelo menos 1,2 milímetros abaixo do botão.
Os pontos conseguem-se com estocadas ou com talhadas, desferidas sobre o corpo do adversário, nos locais assinalados para o efeito. Em geral, é mais fácil atacar do que defender com o sabre, o que faz com que os assaltos de sabre sejam os mais ágeis e rápidos da esgrima, pelo que exigem a boa forma física do esgrimista. Não quer isto dizer que os sabristas não precisem de um bom domínio das manobras de esgrima, as chamadas tretas.